# Michael Piranio
Michael Piranio (ur. 13 lutego 1968) – niemiecki muzyk, kompozytor i gitarzysta. Michael Piranio działalność artystyczną rozpoczął w 1989 roku w heavymetalowym zespole Ephemera's Party. W latach 1993–1999 występował w thrashmetalowej formacji Destruction. Muzyk współpracował ponadto z grupą Jesus Chrysler Superskunk.